# Alex Gersbach
Alex Gersbach, né le 8 mai 1997, est un footballeur international australien jouant au poste d'arrière gauche au Kalmar FF.

## Biographie

### Formation
Alex joue son football junior pour les Maganda Magpies et les Sutherland Sharks où il évolue en tant qu'attaquant.
Formé à l'Australian Institute of Sport en Australie , il débute ses premiers matchs avec l'équipe en 2013, durant cette saison il apparaît treize fois sur le terrain 

### Débuts au Sydney FC
Le Sydney FC est en concurrence avec plusieurs clubs pour recruter Alex Gersbach, alors âgé de 17 ans. Il est perçu comme un arrière gauche talentueux en Australie et signe finalement un contrat de deux ans le 20 juillet 2014 avec les Sky Blues après avoir effectué une série d'essais.
Considéré comme l'un des 20 meilleurs jeunes joueurs du pays, Gersbach est choisi pour représenter l'Australian Institute of Sport (AIS) où il remporte le titre de joueur de l'année des joueurs[réf. nécessaire]. Classé parmi les plus prometteurs du football d'Australie, il fait grimper sa côte auprès de l'entraîneur Graham Arnold. Il joue ses premières minutes professionnelles en remplaçant Matthew Jurman après 69 minutes de jeu, le 11 octobre 2014 contre Melbourne City. Il connait sa première titularisation une semaine plus tard contre les Western Sydney Wanderers. Le 13 décembre 2014, il délivre une passe décisive contre le Melbourne Victory. Beaucoup utilisé lors de la première partie de saison par Graham Arnold, il enchaîne de belles performances. Talentueux dans son couloir gauche il est appelé chez les moins de 20 ans de l'Australie. Durant cette saison il ne reçoit aucun carton rouge et joue vingt-deux rencontres dont quinze en tant que titulaire.
Le 17 octobre 2015, il joue contre les Newcastle United Jets lors de la deuxième journée de championnat d'Australie. Le 30 janvier 2016, il effectue son denier match au Sydney FC face au Brisbane Roar.
Durant son parcours avec les Sky Blues, Alex est vice-champion de A-League en 2015.

### Rosenborg BK
Le 31 janvier 2016, Rosenborg annonce l'arrivée d'Alex Gersbach pour une durée de trois ans et demi. Il fait ses débuts en Tippeligaen le 19 mars suivant contre Stromsgodset où il joue l'intégralité de la rencontre, lui et ses coéquipiers s'imposent 1-0. Le 13 juillet, il joue son premier match officiel en Ligue des champions lors du deuxième tour de qualification contre l'IFK Norrköping. Pour sa première saison à Rosenborg, Alex participe à vingt-quatre rencontres, toutes compétitions confondues, et il est sacré champion de Norvège 2016 tout en remportant la Coupe de Norvège avec son club. 
Le 2 avril 2017, il joue pour la première journée de championnat contre l'Odds BK. Trois jours plus tard, il est titulaire contre Sandefjord. Il joue vingt-trois rencontres, toutes compétitions confondues durant la saison 2017. Il est de nouveau champion de Norvège en 2017.
Il joue quelques rencontres en Ligue Europa, notamment face à l'Ajax Amsterdam lors du quatrième tour de qualification (victoire de son club 1-0), tandis qu'au match retour, il demeure sur la banc et voit son club se qualifier (victoire 3-2). Il rejoint donc la phase de groupes avec Rosenborg. Le 19 octobre 2017, il joue quelques minutes contre le Zénith Saint-Pétersbourg en Ligue Europa. Début 2018, il est sollicité en France et en Angleterre, notamment à Barnsley.

### Prêt au RC Lens

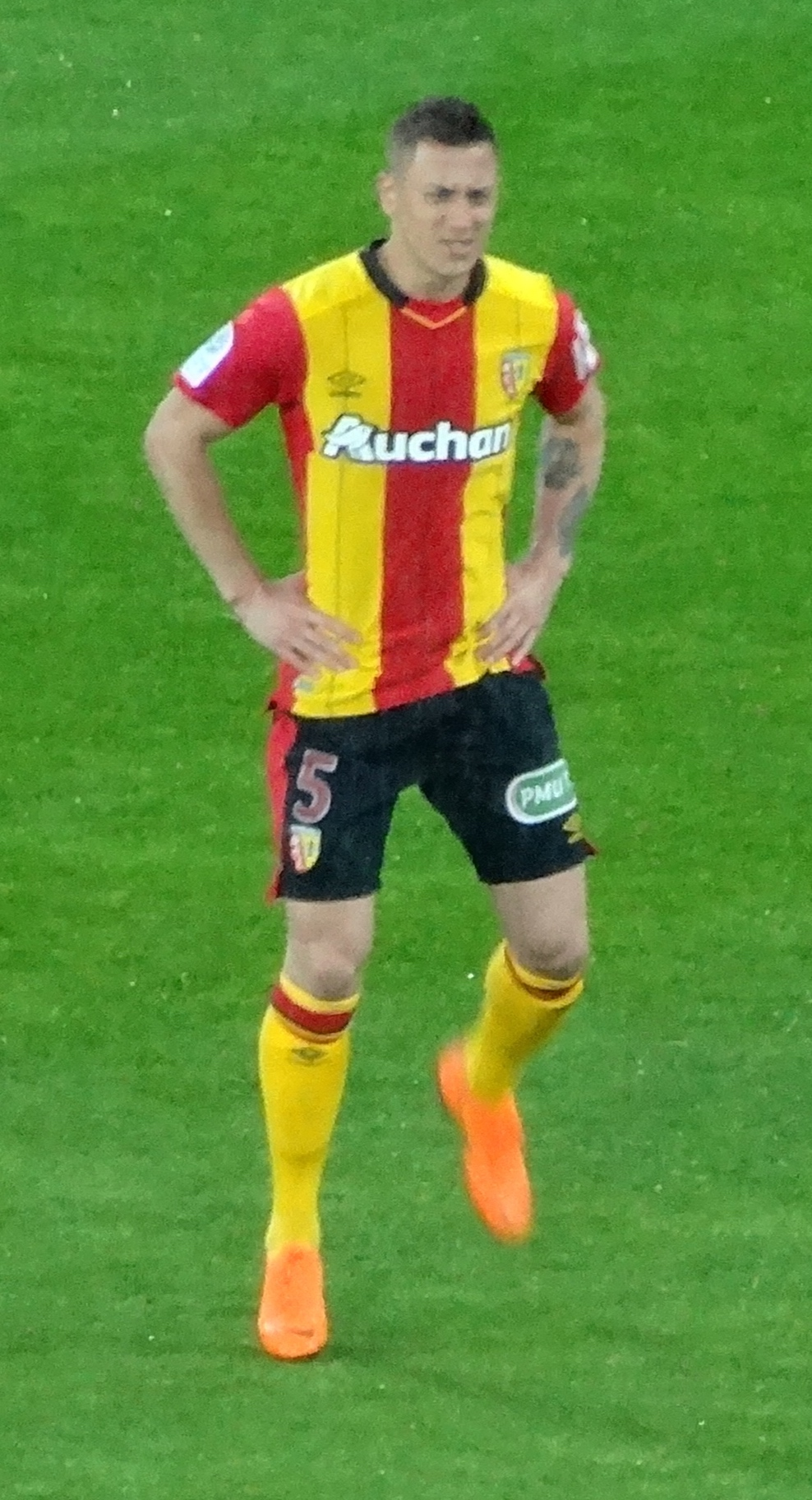
Gersbach au RC Lens.

Le 22 janvier 2018, il passe sa visite médicale au RC Lens,, où il est prêté par le Rosenborg BK pour une durée de six mois avec option d'achat. Lors de sa première entrevue aux médias du club, le joueur déclare « Lens est un grand club qui veut revenir en Ligue 1, ils ont des fans fantastiques et un stade de classe mondiale ».
Il fait ses débuts, en tant que titulaire avec les Sang et Or contre l'US Orléans lors de la 23e journée. Titulaire à treize reprises lors des quatorze matchs qu'il dispute, il obtient un temps de jeu conséquent (1 014 minutes), à la suite de la blessure de Karim Hafez.
À la fin de saison et de son prêt de six mois, où il a donné satisfaction[réf. nécessaire], le joueur retourne dans son club d'origine.

### Arrivée en MLS
Le 30 janvier 2023, les Rapids du Colorado annoncent le transfert d'Alex Gersbach qui s'engage pour une durée de trois ans avec la franchise de Major League Soccer.

## Équipe nationale

### Chez les jeunes
Alex Gersbach reçoit cinq sélections avec les moins de 20 ans. Il participe avec la sélection olympique au championnat d'Asie des moins de 23 ans en 2016. Ce tournoi sert de qualification pour les Jeux olympiques. Le 25 septembre 2015, il a été sélectionné pour jouer dans les Young Socceroos pour disputer la qualification pour le Championnat U-19 de l'AFC 2016.

### Équipe A
Alex a été convoqué pour la première fois avec les Socceroos les 24 et 29 mars 2016, pour affronter le Tadjikistan et la Jordanie, mais il n'entre pas en jeu. 
Il honore sa première sélection en équipe d'Australie le 4 juin 2016, en amical contre la Grèce (victoire 1-0), puis lors d'un replay trois jours plus tard (défaite 1-2).
Sélectionné pour jouer la Coupe des confédérations 2017, il y est titulaire contre le Cameroun (match nul 1-1).
Le 5 septembre 2017, il joue contre la Thaïlande lors des qualifications pour la Coupe du monde (victoire 2-1).

### Matchs internationaux
Le tableau suivant liste les rencontres de l'équipe d'Australie dans lesquelles Alex Gersbach a été sélectionné depuis le 4 juin 2016 jusqu'à présent.

## Statistiques
| Saison                | Club                  | Championnat           | Championnat | Championnat | Coupe(s) nationale(s) | Coupe(s) nationale(s) | Compétition(s) continentale(s) | Compétition(s) continentale(s) | Compétition(s) continentale(s) | Séries | Séries | Australie | Australie | Total | Total |
| Saison                | Club                  | Division              | M.          | B.          | M.                    | B.                    | Comp.                          | M.                             | B.                             | M.     | B.     | M.        | B.        | M.    | B.    |
| 2014-2015             | Sydney FC             | A-League              | 22          | 0           | 3                     | 0                     | -                              | -                              | -                              | -      | -      | -         | -         | 25    | 0     |
| 2015-2016             | Sydney FC             | A-League              | 10          | 0           | 0                     | 0                     | -                              | -                              | -                              | -      | -      | -         | -         | 10    | 0     |
| Sous-total            | Sous-total            | Sous-total            | 32          | 0           | 3                     | 0                     | -                              | -                              | -                              | -      | -      | -         | -         | 35    | 0     |
| 2016                  | Rosenborg BK          | Tippeligaen           | 19          | 0           | 7                     | 0                     | C1+C3                          | 1+2                            | 0                              | -      | -      | 2         | 0         | 31    | 0     |
| 2017                  | Rosenborg BK          | Eliteserien           | 15          | 0           | 5                     | 0                     | C1+C3                          | 0+5                            | 0                              | -      | -      | 2         | 0         | 27    | 0     |
| 2018                  | Rosenborg BK          | Eliteserien           | 3           | 0           | 1                     | 0                     | C1+C3                          | 1+2                            | 0+0                            | -      | -      | 2         | 0         | 9     | 0     |
| Sous-total            | Sous-total            | Sous-total            | 37          | 0           | 13                    | 0                     | -                              | 11                             | 0                              | -      | -      | 6         | 0         | 67    | 0     |
| 2017-2018             | RC Lens (prêt)        | Ligue 2               | 12          | 0           | 2                     | 0                     | -                              | -                              | -                              | -      | -      | -         | -         | 14    | 0     |
| 2018-2019             | NAC Breda             | Eredivisie            | 7           | 0           | -                     | -                     | -                              | -                              | -                              | -      | -      | -         | -         | 7     | 0     |
| 2019-2020             | AGF Aarhus            | Superliga             | 4           | 0           | 3                     | 2                     | -                              | -                              | -                              | -      | -      | -         | -         | 7     | 2     |
| 2020-2021             | AGF Aarhus            | Superliga             | 3           | 0           | 3                     | 1                     | C3                             | 0                              | 0                              | -      | -      | -         | -         | 6     | 1     |
| 2021-2022             | AGF Aarhus            | Superliga             | 1           | 0           | -                     | -                     | C4                             | 2                              | 0                              | -      | -      | -         | -         | 3     | 0     |
| Sous-total            | Sous-total            | Sous-total            | 8           | 0           | 6                     | 3                     | -                              | 2                              | 0                              | -      | -      | -         | -         | 16    | 3     |
| 2021-2022             | Grenoble Foot 38      | Ligue 2               | 25          | 0           | 1                     | 0                     | -                              | -                              | -                              | -      | -      | -         | -         | 26    | 0     |
| 2022-2023             | Grenoble Foot 38      | Ligue 2               | 17          | 0           | 2                     | 0                     | -                              | -                              | -                              | -      | -      | -         | -         | 19    | 0     |
| Sous-total            | Sous-total            | Sous-total            | 42          | 0           | 3                     | 0                     | -                              | -                              | -                              | -      | -      | -         | -         | 45    | 0     |
| 2023                  | Rapids du Colorado    | MLS                   | 0           | 0           | 0                     | 0                     | -                              | -                              | -                              | -      | -      | -         | -         | 0     | 0     |
| Total sur la carrière | Total sur la carrière | Total sur la carrière | 138         | 0           | 27                    | 3                     | -                              | 13                             | 0                              | -      | -      | 6         | 0         | 184   | 3     |

## Palmarès

### En club
Rosenborg BK
- Champion de Norvège en 2016 et 2017
- Vainqueur de la Coupe de Norvège en 2016
- Vainqueur de la Supercoupe de Norvège en 2017

### Individuel
- Prix du footballeur de l'année PFA en 2017

## Vie privée
Son père est d'origine allemande et sa mère d'origine grecque, Alex grandit à Sutherland, dans le sud-est de Sydney. 
Pendant la majeure partie de ses années scolaires, il fréquente le St Patrick's College, à Sutherland.
Il est en couple avec Hannah Bacon, une footballeuse professionnelle née le 6 mars 1998, Hannah a joué au Sydney FC, avant de s'engager au SK Trondheims-Ørn en Norvège,.